# Старое Затишье
Старое Затишье — микрорайон в Индустриальном административном районе города Харьков, бывшая часть села Затишье, вошедшая в состав города в 2012 году. 
В Старом Затишье преобладает частная малоэтажная застройка. Население на 2001 год составляло 654 человека.

## Географическое положение
Старое Затишье расположено к северу и востоку от промзоны Индустриального района и к западу от окружной дороги.
Центральная ось микрорайона - улица Румянцевская.

### Границы микрорайона
Находится в северо-восточной части Индустриального административного района города.

### Реки и ручьи
- р. Большая Долина; - правый приток Роганки, протекает с северной стороны поселка.

## История
На месте этого микрорайона в XIX веке был хутор Румянцев
Старое затишье возникло в 1925 г., как хутор Затишье при животноводческо-овощном совхозе им. Красной Армии. Изначально было 10 дворов
Согласно переписи 1926 г. здесь проживало 39 человек
В  1940 году на хуторе Затишье были два двора и пруд.
В 2012 году этот микрорайон был отделен от села Затишье и присоединен к Харькову..

### Часть Харькова
26 октября 2012 г. в Старом Затишье были переименованы улицы
В июне 2022 года Старое Затишье подверглось массированному артиллерийскому обстрелу российских окупантов.

## Инфраструктура
Раньше здесь было отделение "Укрпочты" №28 (улица Румянцевская, 6)

## Достопримечательности
- Братская могила советских воинов. Похоронено 128 воинов.

## Транспорт
В Старом Затишье нет метрополитена, трамвая и троллейбуса. Транспортное сообщение поддерживается маршрутными такси.

### Автобусы и маршрутное такси
- 21т (метро Индустриальная - Старое Затишье)